# Vrba, Dobrna
Vrba je naselje v Občini Dobrna.